# Parallelia distincta
Parallelia distincta är en fjärilsart som beskrevs av Louis Beethoven Prout 1927. Parallelia distincta ingår i släktet Parallelia och familjen nattflyn. Inga underarter finns listade i Catalogue of Life.